# Diego Ortiz
Diego Ortiz (Toledo, c.1510 – Roma, c.1576) fue un compositor, violagambista y teórico musical español de la época renacentista.

## Biografía
Se sabe muy poco de su vida e incluso se ignoran las fechas exactas de su nacimiento y defunción. Sabemos que nació en Toledo, y durante mucho tiempo se daba por segura su muerte en Nápoles. Sin embargo recientes estudios lo sitúan entre 1572 a 1576 en Roma como "Famigliare" al servicio de la familia Colonna, mencionado en las nóminas correspondientes a abril de 1572 hasta septiembre de 1576.

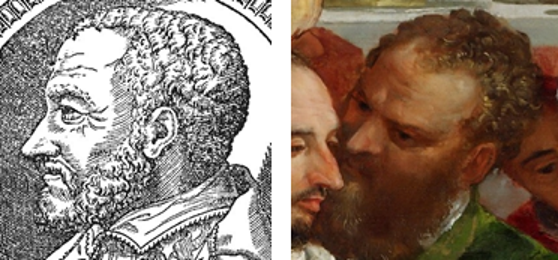
Retrato de Diego Ortiz de su Trattado de Glossas (izquierda) y del segundo violagambista en "Las Bodas de Caná" de Paolo Veronese (derecha).

En 1553 residía en el virreinato de Nápoles y cinco años más tarde, en 1558, asume las funciones de maestro de capilla en la capilla napolitana mantenida por el virrey, el tercer duque de Alba, Fernando Álvarez de Toledo. Sabemos que todavía en 1565, siendo ya virrey el duque de Alcalá, Per Afán de Ribera, seguía ocupando el mismo puesto en Nápoles. Un reciente estudio sugiere que Diego Ortiz podría haber servido como modelo para uno de los personajes relevantes en la famosa obra de Paolo Caliari Veronés Las bodas de Caná, apoyándose en el conjunto instrumental representado por el pintor, la cercana fecha de edición de Ortiz de su Musices liber primus en Venecia, la larga confusión y atribución errónea de este personaje en la literatura hasta nuestros días, y la sorprendente semejanza del personaje pintado con el único retrato grabado del músico. Su sucesor al frente de la Capilla Real napolitana en 1570 fue Francisco Martínez de Loscos.

## Obras

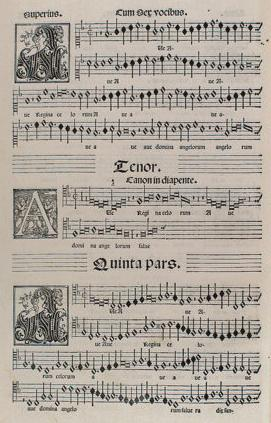
Folio del Musices Liber Primus.

Diego Ortiz publicó dos libros de música durante su vida: el Tratado de glosas... en 1553 y el Musices liber primus en 1555. 

### Tratado de glosas
Es un libro de música para viola da gamba y clavicémbalo. Fue publicado el 10 de diciembre de 1553, en Roma. Su nombre completo es Tratado de glosas sobre cláusulas y otros géneros de puntos en la música de violones nuevamente puestos en luz, aunque se le conoce simplemente como Tratado de glosas. Fue dedicado al barón de Riesy, Pedro de Urriés, y apareció simultáneamente en dos versiones, en español e italiano. La versión italiana se publicó con el título Glose sopra le cadenze et altre sorte de punti in la musica del violone.

### Musices liber primus
Es una colección de polifonía religiosa publicada en 1565, en Venecia. Su título completo es Musices liber primus hymnos, magnificas, Salves, motecta, psalmos. Contiene 69 composiciones de 4 a 7 voces, basadas en obras de canto llano.

## Discografía
- Véase la sección de discografía de sus obras: Tratado de glosas (discografía) y Musices liber primus (discografía)

### Partituras
- El primo(-secondo) libro de Diego Ortiz (click "View options" JPG icon) - Biblioteca Nacional de España info
- «Diego Ortiz» en la Biblioteca Coral de Dominio Público (CPDL).
- Partituras libres de Diego Ortiz en el Proyecto Biblioteca Internacional de Partituras Musicales (IMSLP).

- Datos: Q493773
- Multimedia: Diego Ortiz / Q493773